# Республика-Ата Журт
Республика-Ата Журт (рус. Республика-Отечество) — официально зарегистрированная политическая партия в Кыргызстане. Создана 20 октября 2014 года путём объединения партий «Республика» и «Ата Журт». По итогам выборов 2015 года стала одной из шести партий представленных в киргизском парламенте. Лидерами партии являлись Омурбек Бабанов и Камчыбек Ташиев.
Первый съезд объединённой партии состоялся 20 октября 2014 года. Решением президиума были выбран сопредседателя партии — Омурбек Бабанов. Решение о том, название какой партии будет идти первым решили согласно брошенному жребию.
30 июля 2015 года к политическому объединению присоединяется партия «За реформы». 3 сентября 2015 года к политобъединению присоединяется молодёжная партия «Табылга», представленная преимущественно в Иссык-Кульской области.
В 2020 году партии разошлись, с тех пор партии Республика и Ата-Журт существуют отдельно.

## Идеология
Основной целью политической партии является развитие либерализма через реформы, направленные на повышение демократичности в стране и большую прозрачность чиновничьего аппарата.
Партии «Республика» и «Ата-Журт» объединились в одну во имя стабильности и процветания страны, — Камчыбек Ташиев на внеочередном съезде партии «Республика — Ата-Журт».

## История

### Провокация в отношении Камчыбека Ташиева
26 сентября в СМИ, со ссылкой на УВД Джалал-Абадской области, появилась информация о том, что сопредседатель политической партии Камчыбек Ташиев якобы избил кандидата от партии «Онугуу-Прогресс» Абдыманапа Абдыбахапова. В первоначальной версии говорилось о нанесении телесных повреждений, однако затем потерпевший стал заявлять, что Камчыбек Ташиев не только избил его, но и забрал 20 тысяч долларов из кармана его куртки. В свою очередь Камчыбек Ташиев заявил, что не избивал своего оппонента, а лишь приехал поговорить с ним по его просьбе, добавив, что сожалеет о том, что поддался на провокацию.
Несмотря на заявление Абдыбахапова о том, что он был жестоко избит, медицинского заключения, подтверждающего наличие у него увечий, представлено не было. Уголовное дело было заведено по факту избиения, Камчыбеку Ташиеву никаких обвинений правоохранительными органами выдвинуто не было. Все обвинение строилось лишь со слов самого потерпевшего.Спустя некоторое время, Абдыбахапов заявил, что сопредседатель «Республика-Ата Журт» избивал его не один, а вместе со своими сообщниками, которые, к тому же разгромили штаб «Онугуу-Прогресс». Эта версия была взята как за основную членами ЦИК и на заседании 28 сентября кандидатуру Камчыбека Ташиева сняли с выборов. В свою очередь, партия «Республика-Ата Журт» посчитала, что ЦИК превысил свои полномочия, вынеся решение, не опираясь на судебно-медицинское заключение и следствие.
«Республика-Ата Журт» обжаловала решение ЦИК КР в Первомайском районном суде Бишкека, однако судья Алмаз Калыбаев вынес решение о том, что сопредседатель партии «Республика-Ата Журт» Камчыбек Ташиев не сможет продолжить участие в парламентских выборах.

### Итоги выборов 2015 года
4 октября 2015 года состоялись выборы в Жогорку Кенеш Кыргызской Республики. Всего, вместе с «Республика-Ата Журт» в гонке участвовало 14 политических партий. Голосование впервые проходило при помощи системы автоматического учета биометрических данных. Всего по республике и за рубежом проголосовало 1 589 479 из 2 761 297 избирателей. «Республика-Ата Журт» получила 315 446 голосов (20,8 %) и заняла второе место. В новом созыве партия получила 28 мандатов из 120.

Сопредседатель партии Омурбек Бабанов назвал прошедшие выборы честными и заслуживающими доверия. 
«Эти выборы отличаются тем, что они были проведены чисто и прозрачно со стороны власти, не было ни одного вброса бюллетеней в урны. Мы видели, что не смогли проголосовать те, кто не прошел биометрику. Мы заметили, что на этих выборах люди голосовали за тех, у кого чистая репутация, за тех, кому верят. Поэтому партии в первую очередь должны работать с избирателями», — сказал Бабанов.